# 硝酸ランタン(III)
硝酸ランタン(III)(Lanthanum(III) nitrate)は、化学式La(NO3)3·xH2Oの無機化合物である。鉱石からのランタンの抽出及び精製に用いられる。
490℃で酸化ランタン(III)、一酸化窒素、酸素に分解する。

## 合成
酸化ランタン(III)と硝酸の反応により、硝酸ランタン(III)と水ができる。